# Tirunelveli
Tirunelveli, altrimenti nota come Nellai (anche Tinnevelly in passato), è una suddivisione dell'India, classificata come municipal corporation, di 411.298 abitanti, capoluogo del distretto di Tirunelveli, nello stato federato del Tamil Nadu. In base al numero di abitanti la città rientra nella classe I (da 100.000 persone in su).

## Geografia fisica
La città è situata a 8° 43' 60 N e 77° 42' 0 E e ha un'altitudine di 46 m s.l.m..

## Società

### Evoluzione demografica
Al censimento del 2001 la popolazione di Tirunelveli assommava a 411.298 persone, delle quali 203.173 maschi e 208.125 femmine. I bambini di età inferiore o uguale ai sei anni assommavano a 41.767, dei quali 21.275 maschi e 20.492 femmine. Infine, coloro che erano in grado di saper almeno leggere e scrivere erano 319.986, dei quali 168.626 maschi e 151.360 femmine.